# Baixa do Sul (Canal do Faial)
Baixa do Sul (Canal do Faial) este o arie protejată (arie specială de conservare — SAC, sit de importanță comunitară — SCI) din Portugalia întinsă pe o suprafață de 50,06 ha, integral marine.

## Localizare
Centrul sitului Baixa do Sul (Canal do Faial) este situat la coordonatele 38°30′55″N 28°35′24″W / 38.5153°N 28.59°V.

## Înființare
Situl Baixa do Sul (Canal do Faial) a fost declarat sit de importanță comunitară în mai 1997 pentru a proteja 2 specii de animale. Situl a fost protejat și ca arie specială de conservare în iunie 2009.

## Biodiversitate
Situată în ecoregiunea marină macaroneziană, aria protejată conține 1 habitat natural: Recifuri.
La baza desemnării sitului se află mai multe specii protejate:
- mamifere (1): delfin mare (Tursiops truncatus)
- reptile (1): Caretta caretta

Pe lângă speciile protejate, pe teritoriul sitului au mai fost identificate 8 specii de plante, 7 specii de nevertebrate, 6 specii de pești.